# Hyperbatus aemulus
Hyperbatus aemulus là một loài tò vò trong họ Ichneumonidae.